# آقای اکو
آقای اکو تاند (به انگلیسی: Mr. Eko Tunde) گلیسب نام شخصیت داستانی مجموعه تلویزیونی گمشدگان محصول کانال ای بی سی آمریکا می‌باشد. ایفاگر این شخصیت آدواله آکینویه آگباجه می‌باشد. اکو ابتدا قاچاقچی مواد مخدر بود که طی یک حادثه، با برادر کشیشش اشتباه گرفته می‌شود و به کلیسا می‌رود.
او در جزیره با هواپیمای حامل جنازهٔ برادرش رو به رو می‌شود و پس از چند بار رو در رو شدن با دود سیاه توسط او کشته می‌شود.